# Barichneumon microcerus
Barichneumon microcerus là một loài tò vò trong họ Ichneumonidae.